# Mexico International 1964
Die Mexico International 1964 im Badminton fanden im November 1964 in Mexiko-Stadt statt.

## Sieger und Platzierte
| Disziplin    | Gold                                               | Silber                                  | Bronze                         |
| ------------ | -------------------------------------------------- | --------------------------------------- | ------------------------------ |
| Herreneinzel | Channarong Ratanaseangsuang                        | Don Paup                                | Bill W. Berry                  |
| Herreneinzel | Channarong Ratanaseangsuang                        | Don Paup                                | Antonio Rangel                 |
| Dameneinzel  | Pat Gallagher                                      | Judy Adamos                             | Lupe Díaz de Bonilla           |
| Dameneinzel  | Pat Gallagher                                      | Judy Adamos                             | Lucero Soto                    |
| Herrendoppel | Channarong Ratanaseangsuang Peter Pichai Loaharanu | Don Paup Michael Hartgrove              | Antonio Rangel Raúl Rangel     |
| Herrendoppel | Channarong Ratanaseangsuang Peter Pichai Loaharanu | Don Paup Michael Hartgrove              | Bill W. Berry Manuel Ordorica  |
| Damendoppel  | Carolina Allier Lucero Soto                        | Pat Gallagher Judy Adamos               |                                |
| Mixed        | Channarong Ratanaseangsuang Judy Adamos            | Peter Pichai Loaharanu Ernestina Rivera | Antonio Rangel Carolina Allier |
| Mixed        | Channarong Ratanaseangsuang Judy Adamos            | Peter Pichai Loaharanu Ernestina Rivera | Don Paup Pat Gallagher         |

## Finalergebnisse
| Disziplin    | Sieger                                             | Finalist                                | Ergebnis         |
| ------------ | -------------------------------------------------- | --------------------------------------- | ---------------- |
| Herreneinzel | Channarong Ratanaseangsuang                        | Don Paup                                | 15–2, 15–4       |
| Dameneinzel  | Pat Gallagher                                      | Judy Adamos                             | 12–10, 11–8      |
| Herrendoppel | Channarong Ratanaseangsuang Peter Pichai Loaharanu | Don Paup Michael Hartgrove              | 15–4, 15–8       |
| Damendoppel  | Carolina Allier Lucero Soto                        | Pat Gallagher Judy Adamos               | 6–15, 15–6, 15–8 |
| Mixed        | Channarong Ratanaseangsuang Judy Adamos            | Peter Pichai Loaharanu Ernestina Rivera | 15–12, 15–13     |

## Viertelfinalergebnisse
| Disziplin    | Sieger                      | Finalist               | Ergebnis           |
| ------------ | --------------------------- | ---------------------- | ------------------ |
| Herreneinzel | Channarong Ratanaseangsuang | Gustavo Hernández      | 15-3, 15-5         |
|              | Don Paup                    | Oscar Luján            | 15-6, 18-15        |
|              | Antonio Rangel              | Michael Hartgrove      | 12-15, 15-14, 15-1 |
|              | Bill W. Berry               | Peter Pichai Loaharanu | 15-4, 15-6         |

## Referenzen
- A Badminton Ambassador and Keeper of the Boardwalk: Questions for Pat Gallagher (Memento vom 16. April 2013 im Webarchiv archive.today)
- A roundup of the sports information of the week
- Kingston Gleaner, 23. November 1964, S. 14.
- Mexico's First Open Championships. In: The Badminton Gazette. Januar 1965, S. 72, abgerufen am 16. Mai 2025 (englisch).